# Adrien Lemaître (animateur)
Pour les articles homonymes, voir Adrien Lemaître et Lemaître.
 (janvier 2011).
Si vous disposez d'ouvrages ou d'articles de référence ou si vous connaissez des sites web de qualité traitant du thème abordé ici, merci de compléter l'article en donnant les références utiles à sa vérifiabilité et en les liant à la section « Notes et références ».
Adrien Lemaître, né le 6 mars 1982 à Brest dans le Finistère, est un producteur et animateur de télévision français. Il est également réalisateur, rédacteur en chef et producteur de talk-shows, divertissements et documentaires.
Il est surtout connu pour avoir présenté, de 2009 à 2015, la suite des premières parties de soirées de Secret Story, intitulée After Secret, émission diffusée en direct sur Internet, sur TF1 et NT1. En septembre 2018, il est chroniqueur dans Touche pas à mon poste ! sur C8 ainsi que le producteur exécutif de l'émission.

## Biographie
À 18 ans, Adrien Lemaître commence sa carrière comme rédacteur en chef et voix off du magazine musical Backstage diffusé sur la chaîne Fun TV.
En 2000, il est standardiste à Fun Radio.
En 2001, à 19 ans, il présente sa première émission en direct intitulée Le Jeu aux côtés d’Alex Fighter sur Fun TV. Cette émission durera 3 ans et s’achèvera en juin 2004.
En 2002, il anime Questions autour du monde sur TV5.
En 2003, il devient chroniqueur de l’émission Nouvelle Star, ça continue... diffusée sur Fun TV juste après les premières parties de soirées d'À la recherche de la nouvelle star diffusée sur M6.
Parallèlement, Adrien est journaliste pour des émissions de M6 telles que Génération Hit ou Fan 2. Il réalise également des documentaires musicaux pour Fun TV.
En septembre 2005, il rejoint la chaîne MCM où il présente pendant deux ans l’émission Clipline ainsi que le Top 50 avec Olia Ougrik jusqu'en juin 2008.
Parallèlement, il rejoint Endemol France où il devient journaliste pour des émissions sur TF1 telles que Secret Story 1 durant l'été 2007 et Star Academy 7 en 2007-2008. À partir 2008, il intègre la rédaction en chef des prime times de la saison 8 de Star Academy et des émissions hebdomadaires de Secret Story 2 et 3. Il est également réalisateur, auteur et voix off du journal satirique de l’émission Secret Story (Mister Secret). De 2009 à 2015, il présente l'After Secret, la suite des premières parties de soirée de Secret Story  diffusée sur Internet après l'émission hebdomadaire. 
En janvier 2010, pour TF1, Adrien Lemaître devient producteur adjoint du prime-time de lancement de La Ferme Célébrités. Il présente L'After ferme, la suite des premières parties de soirée de La Ferme Célébrités en Afrique diffusée également sur Internet en direct depuis l'Afrique du Sud. Chaque semaine, il anime les duplex lors des prime-time de la saison 3 de La Ferme Célébrités en Afrique aux côtés de Jean-Pierre Foucault et de Benjamin Castaldi. La même année, il est le rédacteur en chef de l'émission L'Île de la tentation 8 diffusée sur Virgin 17.  
Il produit des émissions hebdomadaires de Secret Story 4. De plus, L’After Secret fait un buzz durant l'été 2010 grâce à Secret Story 4 avec des scores performants pour une émission sur Internet (plus de 500 000 vues chaque semaine) et des records à 950 000 vidéos visionnées. L’émission est diffusée sur TF1 le soir de la finale le 22 octobre 2010. À partir de juin 2012 et la sixième saison de l'émission jusqu'en 2014, il assiste Benjamin Castaldi en tant que chroniqueur.
De 2015 à 2017, il est chroniqueur dans le débrief des saisons 10 et 11 présentées par Christophe Beaugrand. 
En 2016-2017 et en parallèle de ses activités de producteur, il présente sur Europe 1 Le journal des médias dans l’émission Le Grand Direct des médias.
Après l'arrêt de Secret Story en 2017 en raison de faibles audiences, il part sur C8. Il succède, à partir du 3 septembre 2018, à Camille Combal (parti sur TF1) comme chroniqueur dans Touche pas à mon poste !. Il y anime la rubrique Lemaître du poste qui est supprimée après deux semaines à l'antenne sur la décision de Cyril Hanouna.

### Activités de producteur
En 2007, Adrien Lemaître rejoint les équipes d’Endemol France en tant que journaliste pour la première saison de Secret Story sur TF1. Il occupera successivement les postes de rédacteur en chef, producteur adjoint et producteur sur cette émission. De 2015 à 2017, il produit Secret Story : Le Debrief, le talk-show qui revient sur les aventures des candidats à la manière d’un JT avec des lives et des décryptages. 
Il est également producteur chez Endemolshine et réalisateur de documentaires sur le monde des médias. Passionné par le genre, il produit et réalise de nombreuses émissions sur cet univers comme Génération Star Academy, diffusé sur TF1 et TMC La Folie des jeux TV sur TMC, Génération Talent Show sur D17 ou encore Gregory Lemarchal : La fureur de vivre sur C8.
En 2015, il produit au sein d’Endemol France Les Extra-Ordinaires, un talent show mettant en avant des personnes aux capacités cognitives exceptionnelles. L’émission est adaptée du format original The Brain et présentée par Christophe Dechavanne et Marine Lorphelin. Le programme rencontre le succès lors de sa première édition avec plus de 5 millions de téléspectateurs. 
En 2018, il quitte Endemolshine France et rejoint C8 où il devient chroniqueur dans l'émission Touche pas à mon poste ! présenté par Cyril Hanouna dont il est également le producteur exécutif. En 2019, il produit Touche pas à mon poste! Ouvert à tous présenté par Benjamin Castaldi.

## Émissions

### Télévision
- 2000 : Backstage / Fun TV
- 2001-2004 : Le Jeu / Fun TV - coprésentation avec Alex Fighter
- 2002 : Questions autour du monde / TV5
- 2003 : Nouvelle Star, ça continue... / Fun TV : chroniqueur
- 2004-2005 : Clipline / MCM : coprésentation avec Olia Ougrik
- 2005-2008 : Top 50 / MCM : coprésentation avec Olia Ougrik
- 2010 : La Ferme célébrités en Afrique sur TF1 : reporter dans la ferme
- 2010 : After Ferme / TF1.fr
- 2009-2010 : After Secret / MyTF1
- 2011-2013 : After Secret / TF1
- 2013 : Télé-réalité : leur nouvelle vie / TF6
- 2014-2015 After Secret / TF1 (co-animation)
- 2015-2017 : Le débrief (Secret Story) / NT1
- 2018 : Touche pas à mon poste ! / C8 : chroniqueur

### Radio
- 2016-2017 : Le Grand Direct des médias : présentateur du journal des médias / Europe 1